# 학천초등학교 (전북)
학천초등학교는 대한민국 전라북도 고창군 성송면 향산1길 106 (학천리)에 있었던 초등학교이다.

## 연혁
- 1946년 10월 12일 성송국민학교 학천분교장 인가
- 1952년 12월 10일 학천국민학교로 승격
- 1984년 3월 29일 병설유치원 설립인가
- 1996년 3월 1일 학천초등학교로 개칭
- 1999년 12월 15일 성송초등학교로 통폐합